# London borough
London borough – jednostka administracyjna (gmina) Wielkiego Londynu. Istnieją 32 jednostki London borough, spośród których dwanaście znajduje się w centralnej części miasta, w Londynie Wewnętrznym, a dwadzieścia pozostałych w Londynie Zewnętrznym. Cztery dzielnice nie używają tytułu London borough – Westminster (status city), Greenwich, Kingston upon Thames oraz Kensington and Chelsea, które posiadają status royal borough – gminy królewskiej.

## Funkcje
Boroughs są administrowane przez centra zwane London Borough Councils, wybierane raz na pięć lat. Odpowiedzialne są za większość funkcji miejskich: szkolnictwo, opiekę społeczną, wywóz śmieci.

## Lista
| 1. City of Westminster 2. Kensington and Chelsea 3. Hammersmith and Fulham 4. Wandsworth 5. Lambeth 6. Southwark 7. Tower Hamlets 8. Hackney 9. Islington 10. Camden 11. Brent 12. Ealing 13. Hounslow 14. Richmond upon Thames 15. Kingston upon Thames 16. Merton | 1. Sutton 2. Croydon 3. Bromley 4. Lewisham 5. Greenwich 6. Bexley 7. Havering 8. Barking and Dagenham 9. Redbridge 10. Newham 11. Waltham Forest 12. Haringey 13. Enfield 14. Barnet 15. Harrow 16. Hillingdon |